# Die Amerikaner
Los Americans (dt. Die Amerikaner) ist eine achtteilige Serie über eine Latino-Familie der Mittelschicht mit mehreren Generationen aus Los Angeles. Sie behandelt unter anderem mit Arbeitslosigkeit, kulturelle Identität und Alkoholismus. Die Serie wurde von Dennis Leoni geschrieben und inszeniert und 2011 veröffentlicht. Die Imagen-Foundation zeichnete sie 2012 als Beste Drama Web-Serie aus unter der folgenden Begründung:

„Diese Serie ist ein mitreißendes Drama, das Millionen von Fahrern helfen wird, Maßnahmen zu ergreifen, um ihr Leben zu verbessern und fundierte Entscheidungen zu treffen.“

| # | Titel                                                         | Handlung |
| - | ------------------------------------------------------------- | --- |
| 8 | „Going to Mexico“ (Nach Mexiko gehen)                         | Während sich alle Sorgen um die Herausforderungen machen, die Ariels Schwangerschaft für die Familie darstellt, hat Lee endlich seinen perfekten Traumjob aufgebaut. Es geht von schlecht bis schrecklich, als Pilar von der Einwanderungs- und Zollbehörde weggebracht wird, offenbar von Victorias Ehemann Jack. Mit dem Einfüllen von Salz in die Wunde wird Lees Traumvorstellungsgespräch zum Albtraum. |
| 7 | „The Truth Hurts“ (Die Wahrheit tut weh)                      | In einem Versuch, Ariel vor ihrer missbrauchenden Mutter zu schützen, nehmen die Valenzuelas einen weiteren Hausgast auf. Aber das hindert Ariels Mutter nicht daran, Alma herauszufordern, was angesichts der Nachbarn zu einer körperlichen Konfrontation eskaliert. Lee trifft Victorias Ehemann Jack, der ein Problem damit hat, dass Lee seiner Frau hilft, die Anzahl der Menschen, die in Valenzuela leben, und die Unruhen, die all diese Leute in ihrer friedlichen Nachbarschaft zu erzeugen scheinen.                        |
| 6 | „Secrets“ (Geheimnisse)                                       | In einem Versuch, Ariel vor ihrer missbrauchenden Mutter zu schützen, nehmen die Valenzuelas einen weiteren Hausgast auf. Aber das hindert Ariels Mutter nicht daran, Alma herauszufordern, was angesichts der Nachbarn zu einer körperlichen Konfrontation eskaliert. Lee trifft Victorias Ehemann Jack, der ein Problem damit hat, dass Lee seiner Frau hilft, die Anzahl der Menschen, die in Valenzuela leben, und die Unruhen, die all diese Leute in ihrer friedlichen Nachbarschaft zu erzeugen scheinen.                        |
| 5 | „Lead Us Not Unto Temptation“ (Führe uns nicht in Versuchung) | Als Lee der schönen neuen Nachbarin Victoria hilft, ihr Auto in Gang zu bringen, löst ein Geschenk mit Schokoladenkeksen eine Kette von Schuld, Täuschung, Lügen, Eifersucht und Heuchelei aus. Alles scheint ziemlich trivial zu sein, als Lee und Alma entdecken, dass Pauls fünfzehnjähriger Freund Ariel schwanger ist. Aber nichts davon ist vergleichbar mit dem, was sie fühlen, wenn Paulus sie mit einer eigenen Offenbarung trifft.                                                                                           |
| 4 | „Family Heirloom“ (Familienerbstück)                          | Lee, Alma, Memo und Pilar kehren zurück, um eine bewusstlose Jennifer in den Händen der Jungen zu finden, die sie eingeladen hat. Lee und Alma sind wütend auf Jennifer, weil sie Jungen eingeladen und dann getrunken haben, bis sie ohnmächtig geworden ist, aber sie sind wütend auf Lucia, weil sie sich betrunken haben, ohnmächtig geworden sind und die Kinder ungeschützt zurückgelassen haben. Es werden harte Lektionen über die Probleme gelernt, die der Alkoholismus seit jeher für die Familie Valenzuela geschaffen hat. |
| 3 | „The Legacy“ (Das Vermächtnis)                                | Memo bekommt einen Job, bevor Lee es tut, und veranlasst eine Feier, die schiefgeht. Mit den Eltern raus, Lucia hat zu viel zu trinken, ist ohnmächtig, und die siebzehnjährige Jennifer lädt einige männliche Freunde zu einer Party ein, was dazu führt, dass sie zu viel trinkt und auch ohnmächtig wird und sie verwundbar macht … zu was auch immer die Jungs machen wollen. |
| 2 | „Fish and House Guests“ (Fische und Hausgäste)                | Die Valenzuelas versuchen sich an ein Haus voller seltsamer Familienangehöriger anzupassen, die in ihrem Haus leben, Lucias wachsendes Problem mit Alkohol und Lees Kampf mit der Aussicht auf seine zukünftige Arbeitslosigkeit und seinen Einkommensverlust. Pilar, Memos undokumentierte Ehefrau, überrascht Lee mit ihrer Großzügigkeit. |
| 1 | „Happy Birthday“ (Alles Gute zum Geburtstag)                  | Leandro (oder „Lee“, wie er am liebsten genannt wird) Valenzuelas idyllische Vorstadtwelt ist erschüttert, als er damit anfängt, seinen Job, den Alkoholismus seiner Mutter und drei neue Hausgäste zu verlieren – seinen Homeboy Cousin Memo, den er seit dreißig Jahren nicht mehr gesehen hat. Memos undokumentierte Ehefrau und ihr übergewichtiger Sohn. Geschrieben von Richard Cummings Jr. |